# Hartford Soccer Club
Hartford SC foi um clube de futebol americano com sede em Hartford, Connecticut, membro da American Soccer League. Lderados pelo técnico do ano Paul Pantano, foram campeões em 1964-65.

## História
Nas temporadas de 1966/67 e 1968, a equipe era conhecida como Hartford Kings.